# Mohammad Tawfiq Bakhshi
Mohammad Tawfiq Bakhshi (11 de março de 1986) é um judoca afegão. Ele disputou as Olimpíadas de 2016 no categoria masculino 100 kg, em que ele foi eliminado na primeira rodada por Jorge Fonseca. Ele foi o porta-bandeira para o Afeganistão no Desfile das Nações na Rio 2016.